# Navas de San Juan
Navas de San Juan è un comune spagnolo di 5 097 abitanti situato nella comunità autonoma dell'Andalusia.

## Geografia fisica
Il comune è attraversato dai fiumi Guadalén, Montizón e Guadalimar.